# Каріна Клімик
Каріна Клімик (12 грудня 1999) — таджицька плавчиня. Учасниця Чемпіонату світу з водних видів спорту 2017, де в попередніх запливах на дистанції 50 метрів брасом посіла 45-те місце і не потрапила до півфіналів.